# Pyrgophorus
Pyrgophorus là một chi ốc nước ngọt rất nhỏ có mang và vảy ốc, là động vật thân mềm chân bụng sống dưới nước thuộc họ Hydrobiidae.

## Các loài
Các loài thuộc chi Pyrgophorus bao gồm:
- Pyrgophorus parvulus (Guilding, 1828)
- Pyrgophorus platyrachis F. G. Thompson, 1968 - serrate crownsnail
- Pyrgophorus spinosus (Call & Pilsbry, 1886) - spiny crownsnail